# Javier Pascual Rodríguez
Javier Pascual Rodriguez (né le 14 novembre 1971 à Virgen del Camino) est un coureur cycliste espagnol des années 2000.

## Biographie
Javier Pascual Rodriguez commence sa carrière professionnelle en 1995 dans l'équipe Santa Clara. En 1997, il rejoint Kelme. Deux ans plus tard, il remporte le Tour d'Andalousie. En début de saison 2000, il termine notamment 5e de Paris-Nice.
Après trois saisons chez iBanesto.com (2001-2003), il fait son retour chez Kelme en 2004. Il s'impose cette année-là sur l'étape du Tour d'Espagne arrivant à Ávila.
En juin 2006, il fait partie des coureurs cités dans l'affaire Puerto. Il est blanchi le mois suivant par la justice espagnole, comme plusieurs de ses coéquipiers. Cette affaire est cependant fatale à l'équipe Comunidad Valenciana qui disparaît en fin de saison, et à la carrière de Javier Pascual Rodriguez qui ne trouve pas de nouvelle équipe.

## Palmarès
- 1994
  - Bayonne-Pampelune
- 1995
  - 3e du GP Llodio
- 1999
  - Classement général du Tour d'Andalousie
  - 2e étape du Tour de Murcie
  - 2e du Tour de Murcie
- 2000
  - 5e de Paris-Nice
- 2001
  - 3e étape du Tour de Castille-et-León
- 2002
  - 4e étape du Tour d'Andalousie
  - 3e du Tour d'Andalousie
- 2003
  - 6e du Championnat de Zurich
  - 7e de Liège-Bastogne-Liège
- 2004
  - 18e étape du Tour d'Espagne
- 2005
  - Grand Prix Miguel Indurain
  - Tour de La Rioja :
    - Classement général
    - 1re étape

  - 3e du GP Llodio

## Résultats sur les grands tours

### Tour de France
4 participations
- 1997 : 37e
- 1999 : 33e
- 2001 : 41e
- 2002 : 95e

### Tour d'Espagne
4 participations
- 1995 : 96e
- 1996 : 48e
- 2004 : 53e, vainqueur de la 18e étape
- 2005 : 41e